# Асинхронный способ передачи данных

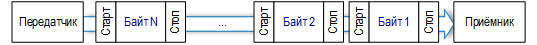
Асинхронный способ передачи данных

Асинхронный способ передачи данных — способ последовательной передачи цифровых данных, не требующий поддержания постоянного синхронизма передатчика и приёмника, при котором данные могут быть переданы в произвольный момент времени. Для того, чтобы приёмник инициировал приём полезных данных, вводятся специальные обрамляющие их битовые последовательности (служебные данные): стартовый бит перед ними и стоповый бит после них.

## Применение
- Стандарты асинхронного интерфейса (RS-232, RS-485 и др.);
- Телетайпная (так называемая стартстопная) связь;
- Системы передачи скан-кодов (например, клавиатура).

## Преимущества
- Лёгкость построения системы приёма-передачи;
- Низкая стоимость интерфейсного оборудования.

## Недостатки
- Уменьшение пропускной способности из-за передачи служебных данных;
- Меньшая скорость передачи данных по сравнению с синхронным способом.